# Le Val-d'Esnoms
Le Val-d'Esnoms là một xã thuộc tỉnh Haute-Marne trong vùng Grand Est đông bắc nước Pháp.